# Монте Черињоне
Монте Черињоне (итал. Monte Cerignone) је насеље у Италији у округу Пезаро и Урбино, региону Марке.
Према процени из 2011. у насељу је живело 382 становника. Насеље се налази на надморској висини од 505 м.

## Становништво
| 1931. | 1936. | 1951. | 1961. | 1971. | 1981. | 1991. | 2001. | 2011. |
| ----- | ----- | ----- | ----- | ----- | ----- | ----- | ----- | ----- |
| 1.522 | 1.632 | 1.532 | 1.017 | 841   | 764   | 685   | 688   | 678   |